# Christian Wasselin
 (janvier 2021).
 (janvier 2021).
La mise en forme du texte ne suit pas les recommandations de Wikipédia : il faut le « wikifier ».
Les points d'amélioration suivants sont les cas les plus fréquents. Le détail des points à revoir est peut-être précisé sur la page de discussion.
- Les titres sont pré-formatés par le logiciel. Ils ne sont ni en capitales, ni en gras.
- Le texte ne doit pas être écrit en capitales (les noms de famille non plus), ni en gras, ni en italique, ni en « petit »…
- Le gras n'est utilisé que pour surligner le titre de l'article dans l'introduction, une seule fois.
- L'italique est rarement utilisé : mots en langue étrangère, titres d'œuvres, noms de bateaux, etc.
- Les citations ne sont pas en italique mais en corps de texte normal. Elles sont entourées par des guillemets français : « et ».
- Les listes à puces sont à éviter, des paragraphes rédigés étant largement préférés. Les tableaux sont à réserver à la présentation de données structurées (résultats, etc.).
- Les appels de note de bas de page (petits chiffres en exposant, introduits par l'outil «  Source ») sont à placer entre la fin de phrase et le point final[comme ça].
- Les liens internes (vers d'autres articles de Wikipédia) sont à choisir avec parcimonie. Créez des liens vers des articles approfondissant le sujet. Les termes génériques sans rapport avec le sujet sont à éviter, ainsi que les répétitions de liens vers un même terme.
- Les liens externes sont à placer uniquement dans une section « Liens externes », à la fin de l'article. Ces liens sont à choisir avec parcimonie suivant les règles définies. Si un lien sert de source à l'article, son insertion dans le texte est à faire par les notes de bas de page.
- La présentation des références doit suivre les conventions bibliographiques. Il est recommandé d'utiliser les modèles {{Ouvrage}}, {{Chapitre}}, {{Article}}, {{Lien web}} et/ou {{Bibliographie}}. Le mode d'édition visuel peut mettre en forme automatiquement les références.
- Insérer une infobox (cadre d'informations à droite) n'est pas obligatoire pour parachever la mise en page.

Pour une aide détaillée, merci de consulter Aide:Wikification.
Si vous pensez que ces points ont été résolus, vous pouvez retirer ce bandeau et améliorer la mise en forme d'un autre article.
Christian Wasselin est un écrivain français, né le 6 mai 1959 à Marcq-en-Barœul (Nord).

## Biographie
Christian Wasselin se partage entre la fiction et la musicographie.
Les villes (réelles ou imaginaires), le théâtre, la nuit, le chant, la mélancolie, le fantastique, l’illusion composent son univers qui peut se lire comme une profession de foi romantique et un refus du temps tel qu’il est.
Outre des essais, monographies et romans, il a écrit des articles pour des revues telles que Le Débat, L’Alpe, 303, Musical, la Revue de la Bibliothèque nationale de France ou la Revue des deux mondes, des institutions comme l’Opéra de Paris, le Théâtre des Champs-Élysées, etc. Il a collaboré à de nombreux enregistrements discographiques et vidéographiques, livres-programmes de festivals, catalogues d’exposition.
Il est par ailleurs chargé des publications de la direction de la musique de Radio France et rédacteur en chef de La Lettre des concerts de Radio France. Il collabore régulièrement à Opéra international (depuis 1982) puis à Opéra Magazine (depuis 2006), au site Webthea et à Scènes Magazine.
Il lui arrive de publier sous pseudonyme.

## Œuvre

### Essais, monographies
- Berlioz, les deux ailes de l’âme, Paris, Gallimard, 1989, rééd. 2002.
- Hector Berlioz, musique en Dauphiné, Veurey, Le Dauphiné libéré, 2001.
- Berlioz ou le Voyage d’Orphée, Monaco, Le Rocher, 2003.
- Beethoven, les plus beaux manuscrits, Paris, La Martinière, 2009.
- Mahler, la symphonie-monde, Paris, Gallimard, 2011.
- Beaumarchais, Paris, Gallimard, 2015.
- Le Paris de Nerval, Paris, Alexandrines, 2017.
- Une balade à Thulé, Picquigny, Les Soleils bleus, 2017.

### Romans, fictions
- Le Caravansérail, objet-livre, Paris, Callipyge, 1997.
- Rue du Bois de la lune, Lyon, Aléas, 2001.
- Clara, le soleil noir de Robert Schumann, Paris, Scali, 2007.
- La Chouette effraie, Picquigny, Les Soleils bleus, 2016.
- L’Ornithophoniste, Picquigny, Les Soleils bleus, 2019.

### Théâtre
- La Ville inoubliée, fiction radiophonique, France Culture, 1998.
- Les Orages désirés, livret de l’opéra de Gérard Condé, Radio France, 2003 ; production scénique au Grand Théâtre de Reims et à l’Opéra d’Avignon, 2009 ; au Festival de La Côte-Saint-André, 2011.
- Le Baiser Lamourette ou 1792, la Comédie-Française dans la Révolution, fiction radiophonique, France Inter, 2017.
- 1745, Bonnie Prince Charlie, fiction radiophonique, France Inter, 2019.

### Poésie
- Arcana, Anstaing, revue Graphite, 1980.

### Ouvrage pour les enfants
- Hector Berlioz, Paris, Gallimard/Erato, 1998 ; éd. anglaise, ABRSM Publishing, 2002 ; éd. chinoise, 2004 ; éd. coréenne, 2017.

### Participation à des ouvrages collectifs
- Les Incontournables de l’opéra, Paris, Filipacchi, 1993.
- Rêveurs d’inouï (photographies de Guy Vivien), Paris, PO éditions, 1996.
- La Petite Encyclopédie de la musique, Paris, Le Regard, 1997.
- Dictionnaire Berlioz, Paris, Fayard, 2003.
- Épisode de la vie d’un artiste, Boulogne, Glénat, 2003.
- Albert Ayler, témoignages sur un Holy Ghost (direction Franck Médioni), Marseille, Le Mot et le Reste, 2010.
- Théâtre des Champs-Élysées, le livre du centenaire, Paris, Verlhac/15. Montaigne, 2013.

### Édition
- Cahier Berlioz (avec Pierre-René Serna), Paris, L’Herne, 2003.
- Lettres à la Princesse, Paris, L’Herne, 2003.
- Berlioz, Mémoires (Préface), Paris, Le Sandre, 2010.

### Ouvrages
- Wasselin, Christian. et Voake, Charlotte., Hector Berlioz, Gallimard Jeunesse, 1998 (ISBN 978-2-07-052162-3 et 2-07-052162-1, OCLC 999468496, lire en ligne)
- Wasselin, Christian, 1959- ..., La chouette effraie : roman assez noir, Les Soleils bleus éditions, dl 2016 (ISBN 978-2-918148-09-8 et 2-918148-09-1, OCLC 948670844, lire en ligne)
- Berlioz, Hector, 1803-1869. et Sayn-Wittgenstein, Carolyne zu, Princess, 1819-1887., Lettres à la princesse, L'Herne, 2003 (ISBN 2-85197-760-1 et 978-2-85197-760-1, OCLC 54692435, lire en ligne)
- Wasselin, Christian, 1959-, Hector Berlioz : musique en Dauphiné, Le Dauphiné libéré, 2001 (ISBN 2-911739-35-3 et 978-2-911739-35-4, OCLC 401366560, lire en ligne)
- Wasselin, Christian, 1959-...., Une balade à Thulé : voyage au bout du Nord, les Soleils bleus éditions, dl 2017 (ISBN 978-2-918148-15-9 et 2-918148-15-6, OCLC 1034784105, lire en ligne)
- Wasselin, Christian., Serna, Pierre-René., Arandas, Jorge. et Banks, Paul, 1951-, Hector Berlioz : cahier, Herne, 2003 (ISBN 2-85197-090-9 et 978-2-85197-090-9, OCLC 52236311, lire en ligne)
- Wasselin, Christian., Clara, le soleil noir de Robert Schumann : carnaval, Scali, 2007 (ISBN 978-2-35012-116-1 et 2-35012-116-X, OCLC 173162574, lire en ligne)
- Wasselin, Christian, (1959- ...)., et Impr. Loire offset Titoulet), Mahler la symphonie-monde, Gallimard, dl 2011 (ISBN 978-2-07-044234-8 et 2-07-044234-9, OCLC 758334071, lire en ligne)
- Wasselin, Christian,, Le Paris de Nerval (ISBN 978-2-37089-059-7 et 2-37089-059-2, OCLC 1012848701, lire en ligne)
- Wasselin, Christian, (1959- ...)., Beaumarchais, Gallimard, dl 2015, ©2015 (ISBN 978-2-07-046160-8 et 2-07-046160-2, OCLC 926031356, lire en ligne)
- Wasselin, Christian., Berlioz, ou, Le voyage d'Orphée, Rocher, 2003 (ISBN 2-268-04795-4 et 978-2-268-04795-9, OCLC 53297584, lire en ligne)
- Wasselin, Christian., Beethoven : les plus beaux manuscrits, Martinière, 2009 (ISBN 978-2-7324-3757-6 et 2-7324-3757-3, OCLC 599975111, lire en ligne)
- Wasselin, Christian, 1959- ..., Berlioz : les deux ailes de l'âme, Gallimard, 2002 (ISBN 2-07-076522-9 et 978-2-07-076522-5, OCLC 470459615, lire en ligne)